# 那須八幡塚古墳
那須八幡塚古墳（なすはちまんづかこふん、八幡塚1号墳）は、栃木県那須郡那珂川町吉田にある古墳。形状は前方後方墳。那須小川古墳群（うち吉田新宿古墳群・八幡塚古墳群）を構成する古墳の1つ。国の史跡に指定されている（史跡「那須小川古墳群」のうち）。
本項では、那須八幡塚古墳の南にある吉田富士山古墳（八幡塚2号墳）についても解説する。

## 概要
| 古墳群       | 古墳群    | 古墳群    | 古墳名           | 規模   | 前方部 | 葺石 | 埋葬施設 |
| ------------ | --------- | --------- | ---------------- | ------ | ------ | ---- | -------- |
|              |           |           | 下侍塚古墳       | 84m    | 南     | 有   | 木棺直葬 |
| 上侍塚古墳   | 114m      | 南        | 有               | 粘土槨 |        |      |          |
| 上侍塚北古墳 | 48.5m     | 南        |                  | 不明   |        |      |          |
| 那須 小川    |           |           | 駒形大塚古墳     | 60.5m  | 西     | 無   | 木炭槨   |
| 那須 小川    | 吉田 新宿 | 温泉 神社 | 吉田温泉神社古墳 | 50m    | 南     | 無   | 木炭槨   |
| 那須 小川    | 吉田 新宿 | 八幡塚    | 那須八幡塚古墳   | 60.5m  | 西     | 有   | 木棺直葬 |

栃木県北東部、那珂川右岸の段丘上に築造された古墳である。前方後方墳2基・方墳20基以上からなる吉田新宿古墳群の南部に位置する。1953年（昭和28年）・1991年（平成3年）に発掘調査が実施されている。
墳形は前方後方形で、前方部を西方向に向ける。墳丘外表では葺石が認められる。墳丘周囲には削り出しによるテラスを有し、その外側には不整形の周溝が巡らされる。周溝からは多数の土師器が検出されている。埋葬施設は後方部墳頂における割竹形木棺の直葬で、木棺主軸を墳丘主軸と平行方向として、長さ4.75メートル・幅0.3メートルを測り、東西の小口には粘土塊が置かれる。副葬品として銅鏡（八鳳鏡）・鉄製品（剣・鋸・鉇・小刀・斧・鎌）などが検出されている。
築造時期は、古墳時代前期の後半代と推定される。那須地方では近代以降に最初に発掘調査された古墳であるとともに、舶載鏡を副葬する前方後方墳として注目された古墳である。
古墳域は2002年（平成14年）に国の史跡に指定されている（史跡「那須小川古墳群」のうち）。

## 遺跡歴
- 1953年（昭和28年）、埋葬施設の発掘調査。副葬品出土（小川町古代文化研究会、1957年に報告書刊行）[1]。
- 1961年（昭和36年）5月6日、栃木県指定史跡に指定。
- 1991年（平成3年）、墳形確認の発掘調査（小川町教育委員会、1997年に報告書刊行）[1]。
- 2002年（平成14年）12月19日、国の史跡に指定（史跡「那須小川古墳群」のうち）[5]。

## 墳丘

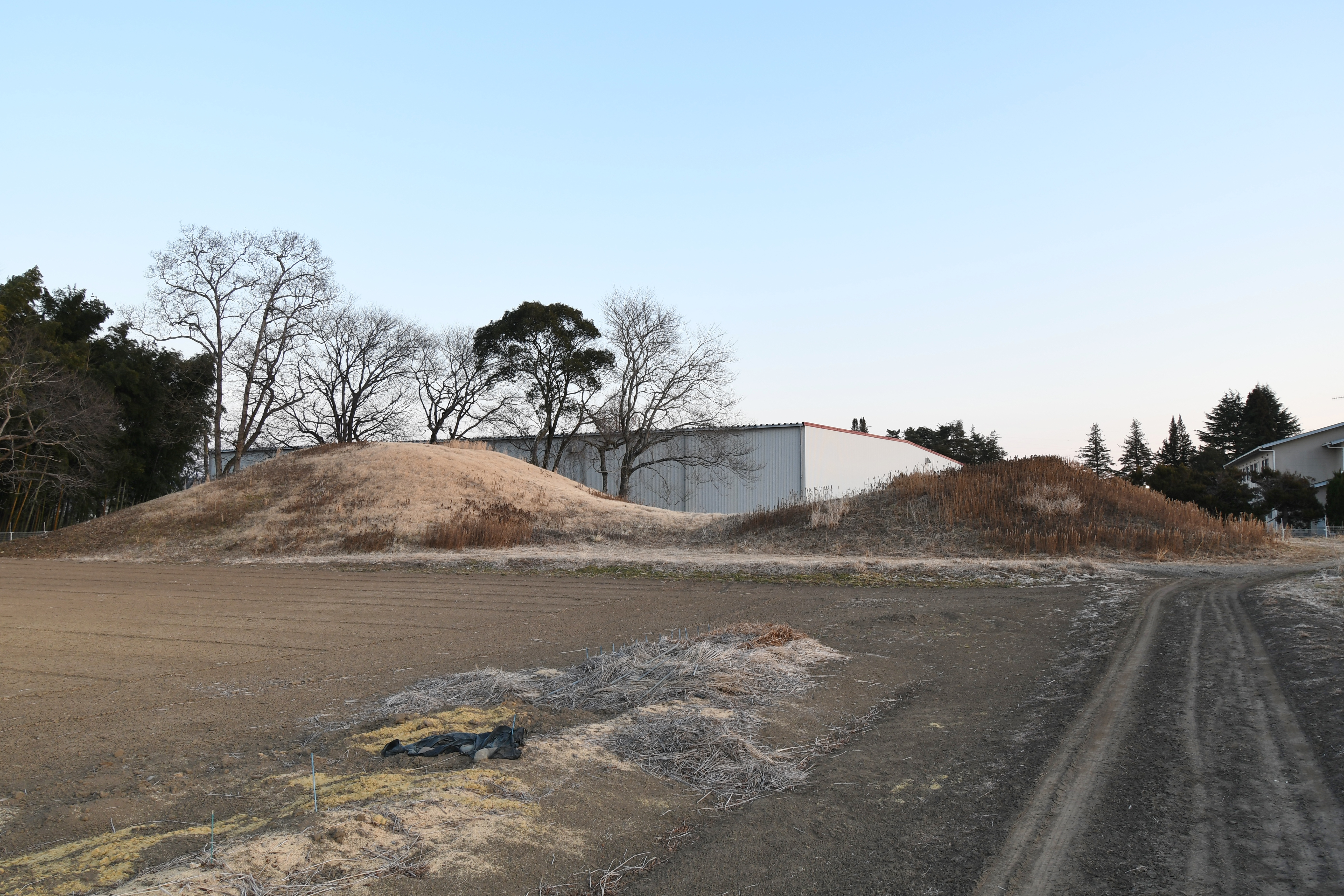
墳丘（左に後方部、右に前方部）

墳丘の規模は次の通り。
- 墳丘長：60.5メートル（または62メートル[2]）
- 後方部
  - 長さ：31.5メートル
- 前方部
  - 長さ：29メートル
  - 幅：16メートル

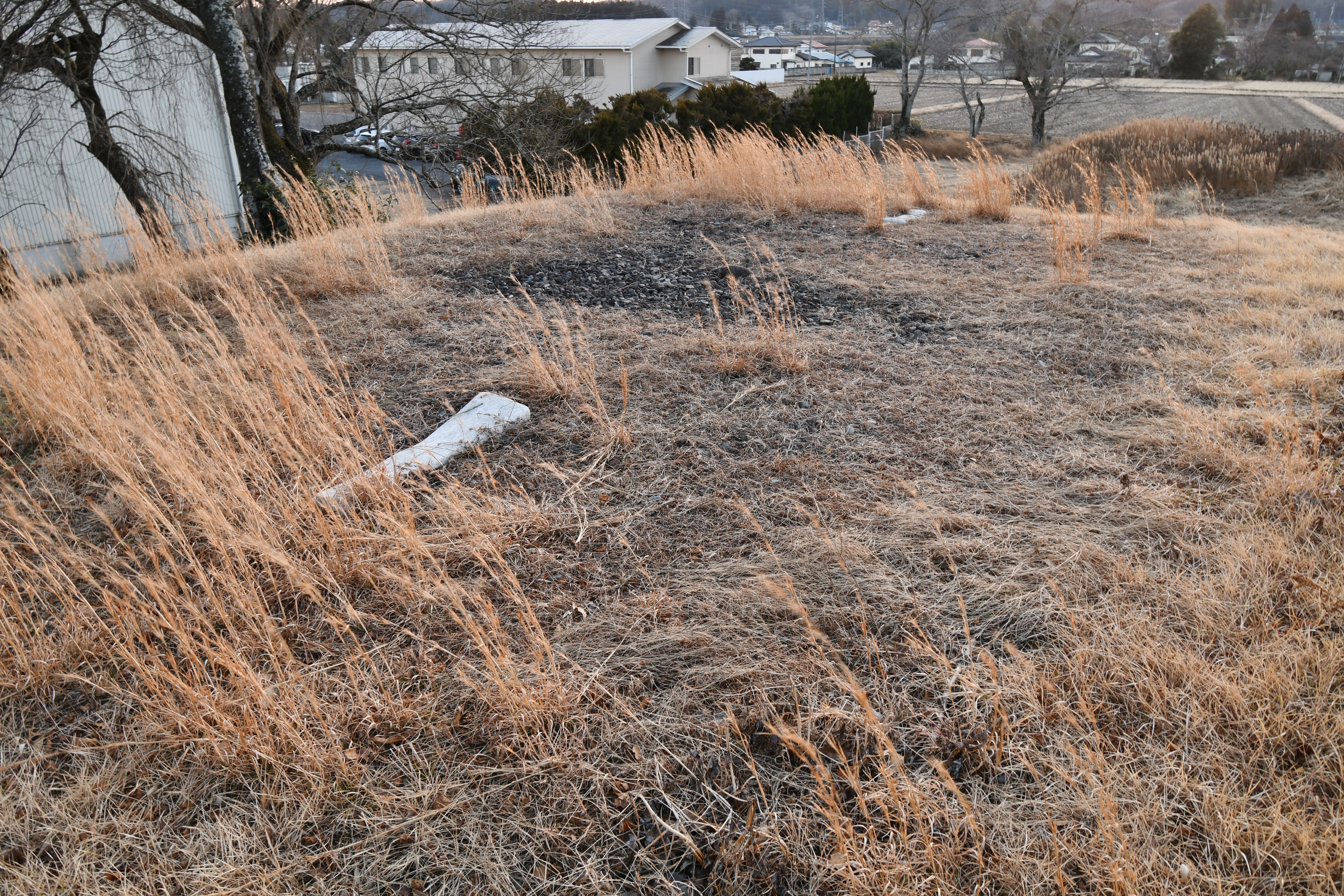
後方部墳頂
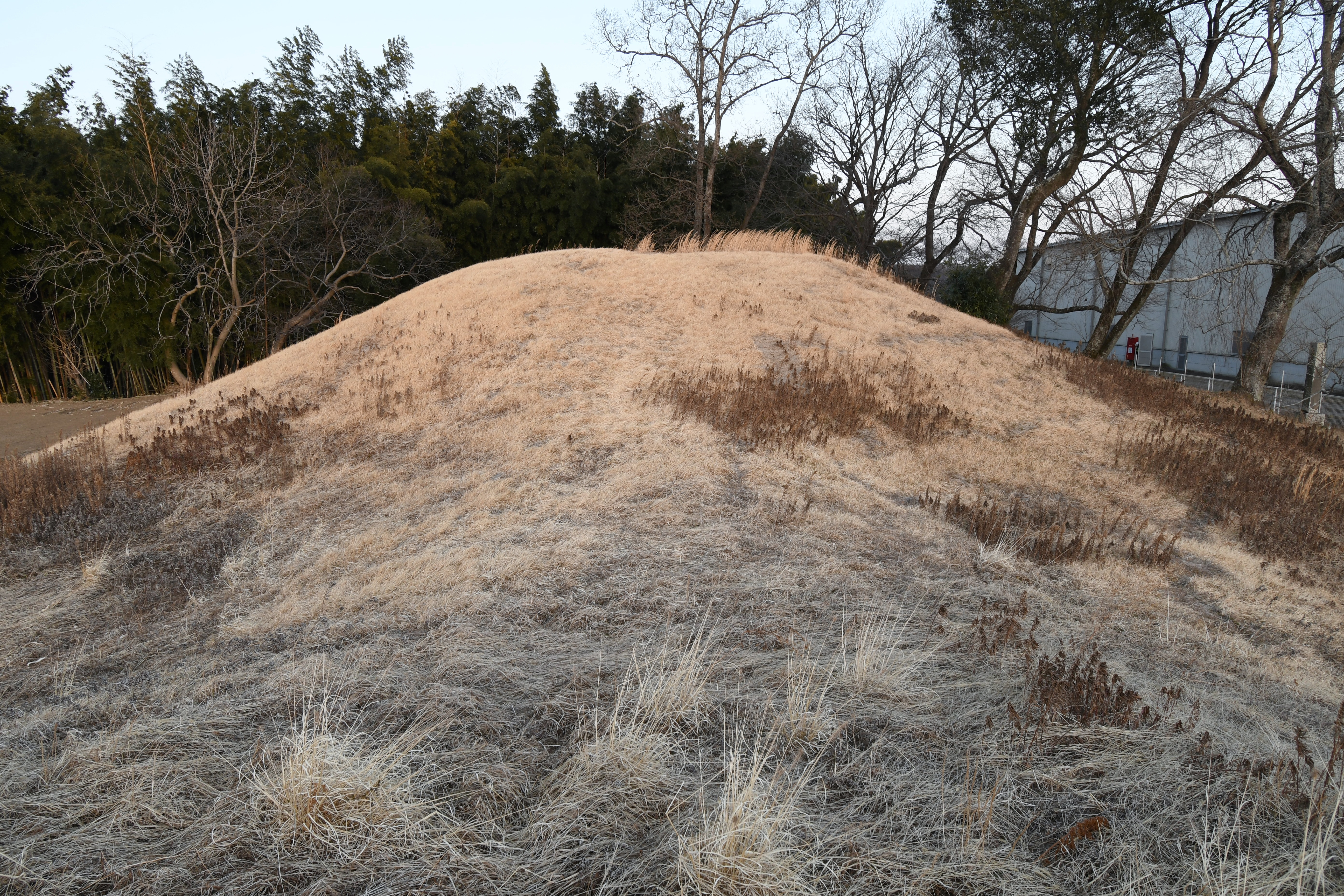
前方部から後方部を望む
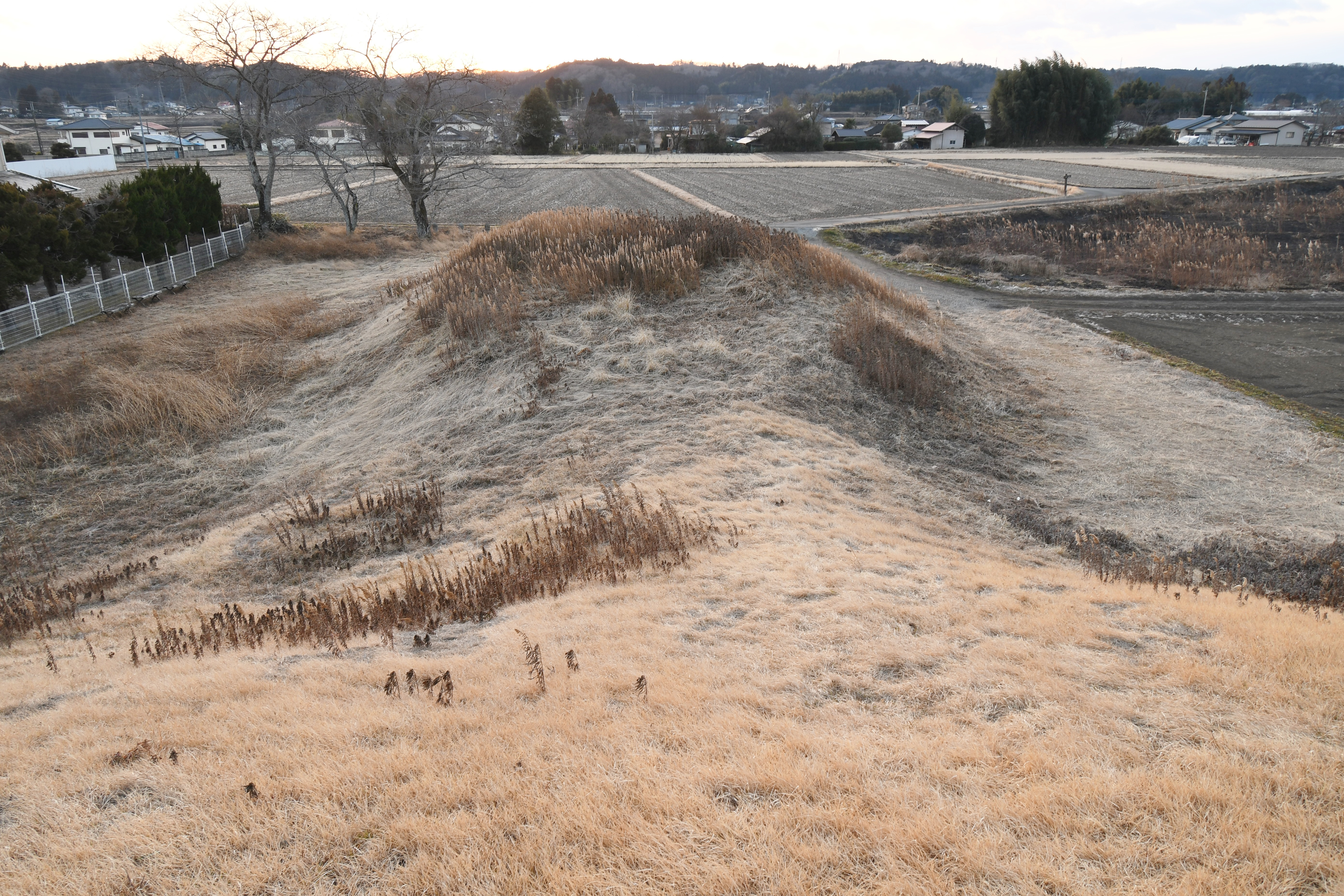
後方部から前方部を望む

## 出土品

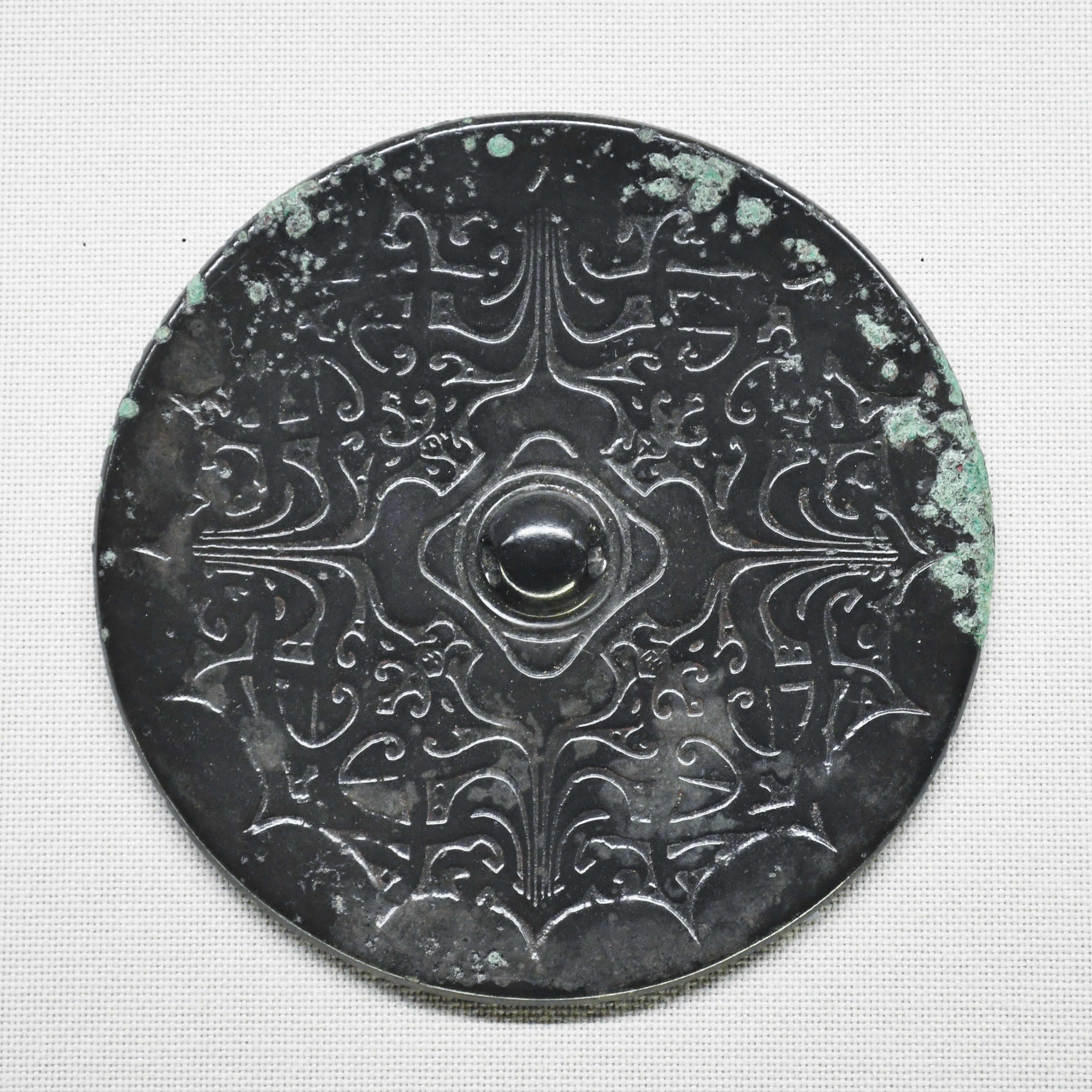
八鳳鏡東京国立博物館展示。

1953年（昭和28年）の調査で検出された副葬品は次の通り。
- 銅鏡 1
  - 八鳳鏡 1
- 鉄製品
  - 剣 1
  - 鋸 1
  - 鉇 4
  - 小刀 2
  - 斧 1
  - 鎌 2

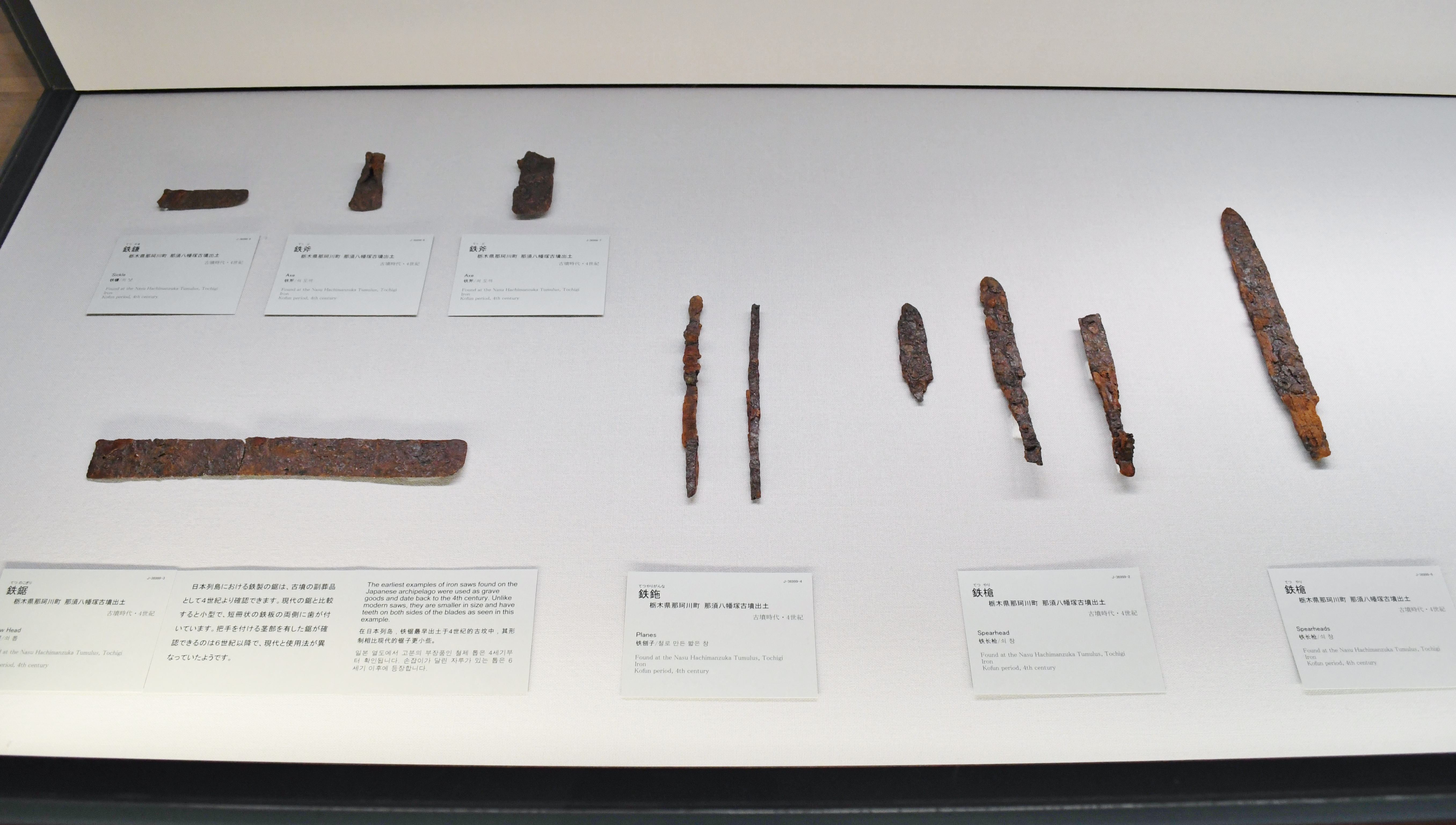
鉄製品 東京国立博物館展示。
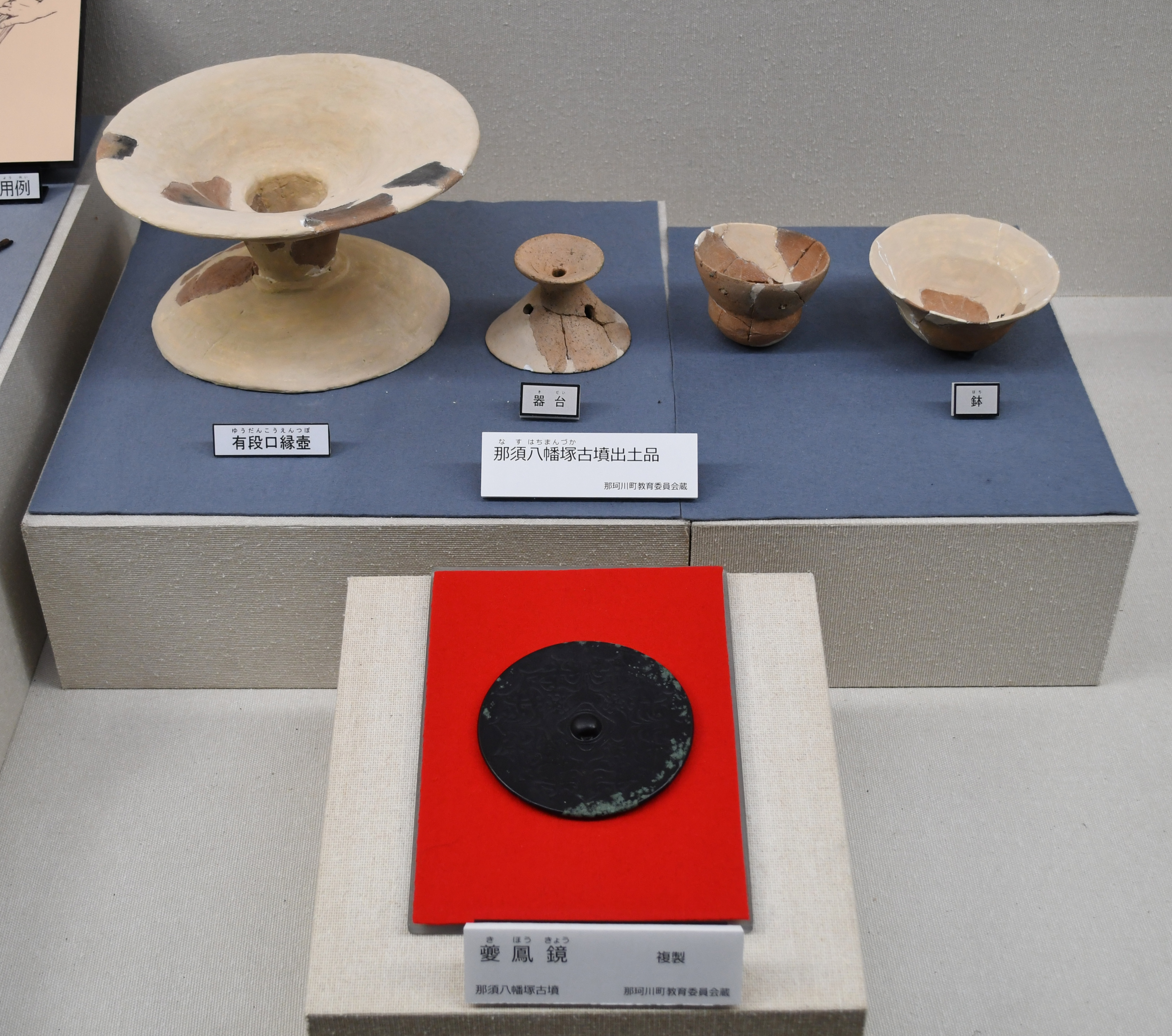
八鳳鏡（複製）・土師器 那珂川町なす風土記の丘資料館展示。
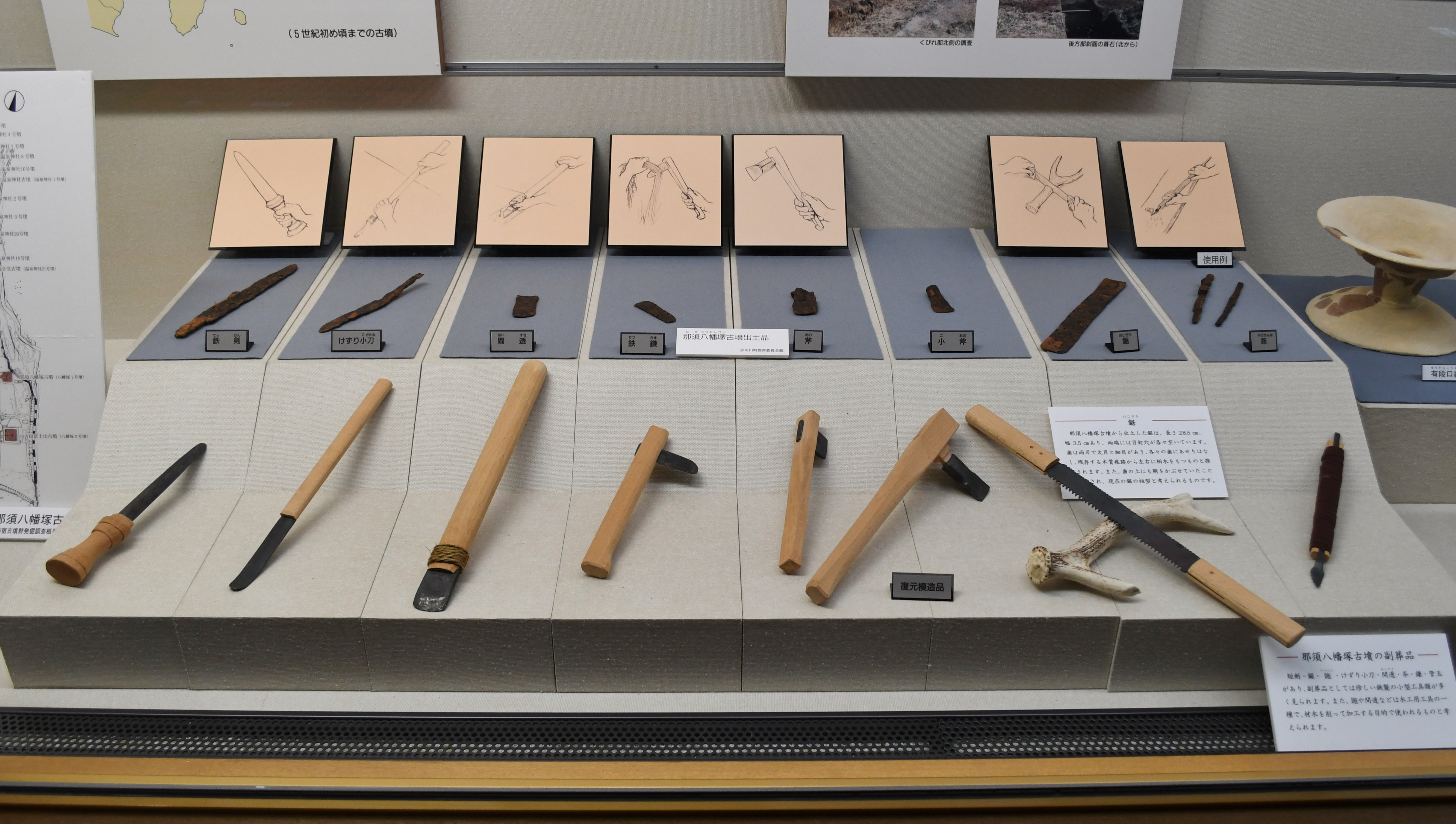
鉄製品 那珂川町なす風土記の丘資料館展示。

## 吉田富士山古墳
吉田富士山古墳（よしだふじやまこふん、八幡塚2号墳）は、那須八幡塚古墳の南にある古墳。形状は方墳。吉田新宿古墳群の南端に位置する。現在は墳頂に富士浅間神社が鎮座する。1970年（昭和45年）に周溝の発掘調査が実施されている。
墳形は方形で、東西約25メートル・南北約20メートル。高さ約3メートルを測る。墳丘周囲では北・西・南側で周溝が認められる。築造時期は明らかでないが、一帯の古墳群と同様の前期古墳と推定される。
古墳域は1953年（昭和28年）11月10日に栃木県指定史跡に指定され、2002年（平成14年）に国の史跡に指定された（史跡「那須小川古墳群」のうち）。現在は工場敷地内で保存されている。

## 文化財

### 国の史跡
- 那須八幡塚古墳群（史跡「那須小川古墳群」のうち）
2002年（平成14年）12月19日、既指定の史跡「駒形大塚古墳」に吉田温泉神社古墳群・那須八幡塚古墳群を追加指定して、指定名称を「那須小川古墳群」に変更[5]。

## 関連施設
- 東京国立博物館（東京都台東区） - 那須八幡塚古墳の出土鏡・鉄製品を保管。
- 那珂川町なす風土記の丘資料館（那珂川町小川） - 那須八幡塚古墳の出土土器を保管・展示。

## 関連文献
（記事執筆に使用していない関連文献）
- 『那須八幡塚古墳』小川町古代文化研究会、1957年。
- 『吉田富士山古墳』栃木県教育委員会、1971年。 - リンクは奈良文化財研究所「全国遺跡報告総覧」。
- 『那須八幡塚古墳（小川町埋蔵文化財調査報告 第10集）』小川町教育委員会、1997年。